# Maria Teresa da Áustria (1816–1867)
Maria Teresa da Áustria (Viena, 31 de julho de 1816 — Albano Laziale, 8 de agosto de 1867) foi uma Arquiduquesa da Áustria, esposa do rei Fernando II e Rainha Consorte das Duas Sicílias.

## Biografia

### Família

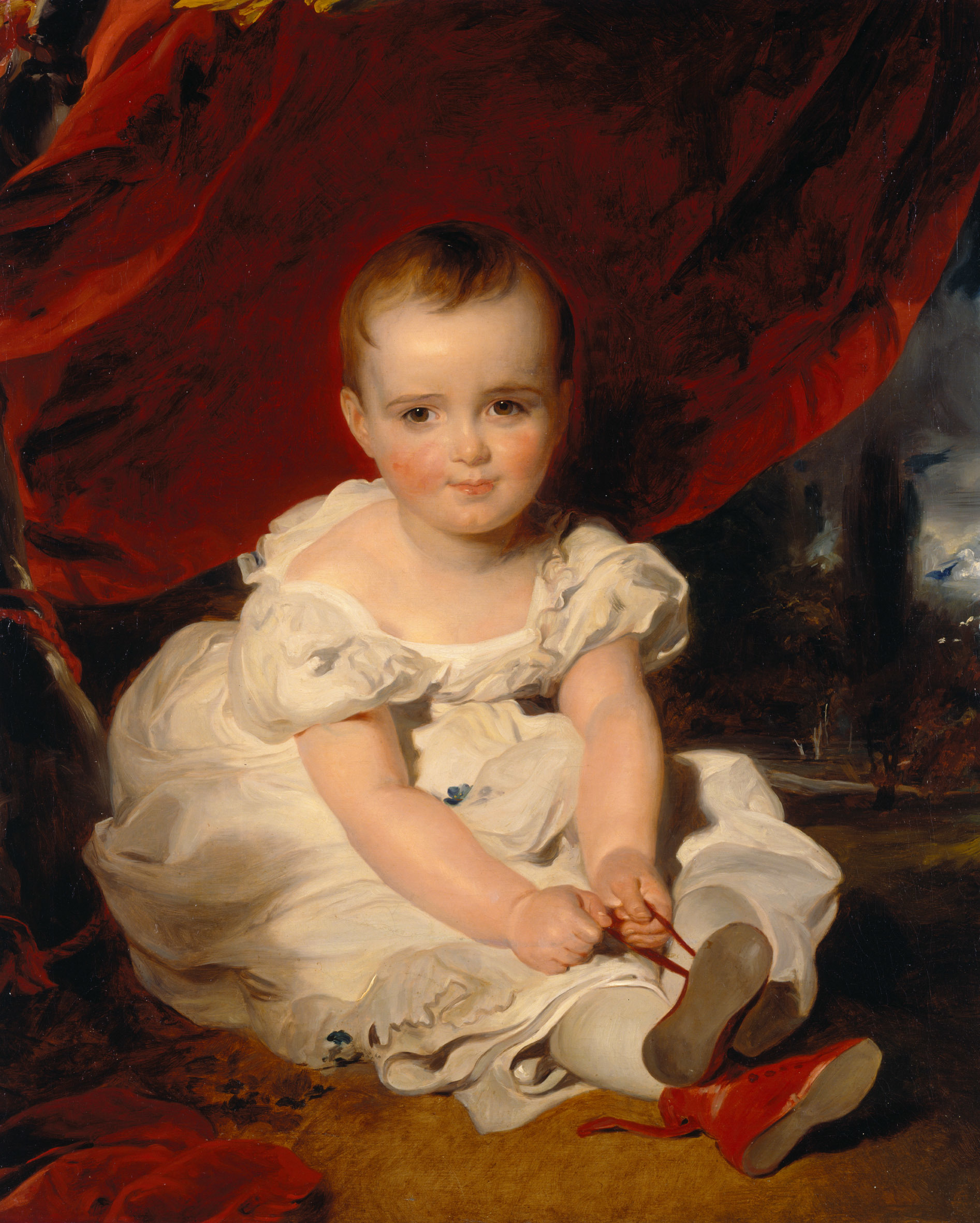
Maria Teresa.

Maria Teresa nasceu no Palácio Albertina, em Viena, sendo a primogênita do arquiduque Carlos de Habsburgo-Teschen e da princesa Henriqueta de Nassau-Weilburg. Seus avós paternos foram o imperador Leopoldo II do Sacro Império Romano-Germânico e a infanta Maria Luísa da Espanha e seus avós maternos foram Frederico Guilherme, Príncipe de Nassau-Weilburg e a princesa Luísa Isabel de Sayn-Wittgenstein.
Entre 1834 e 1835, Maria Teresa foi princesa-abadessa do Real e Imperial Capítulo Teresiano das Nobres Damas do Castelo de Praga.

### Casamento
A arquiduquesa conheceu o rei Fernando II das Duas Sicílias em julho de 1836, durante uma visita deste a Viena. Aliado da Áustria, o rei encontrava-se na cidade para refazer-se da viuvez recente (sua primeira esposa, Maria Cristina de Saboia, havia falecido apenas seis meses antes) e do escândalo provocado pela fuga de seu irmão, Carlos Fernando, Príncipe de Cápua, para casar-se com uma plebeia irlandesa sem o consentimento real. Entretanto, o envolvimento entre Maria Teresa e Fernando II - que também serviria para consolidar os laços entre os dois países - foi mantido em sigilo até dezembro daquele ano, quando o noivado foi anunciado pelo jornal Augsburger Allgemeine. Eles casaram-se em uma cerimônia privada em Trento, em 9 de janeiro de 1837.

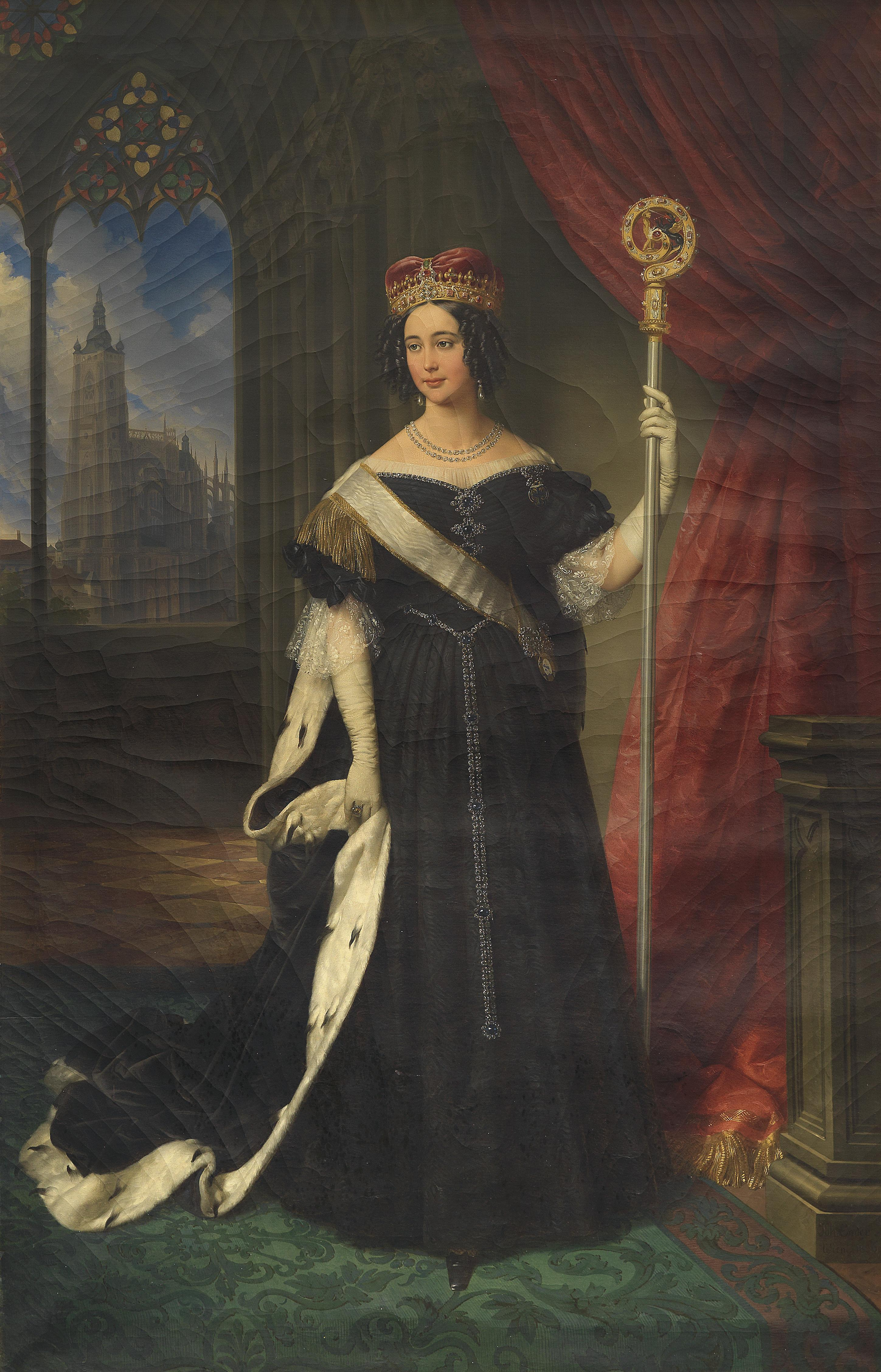
Maria Teresa com o hábito de Princesa-Abadessa do Real e Imperial Capítulo Teresiano das Nobres Damas do Castelo de Praga.

### Rainha-consorte
Diferente de sua antecessora, Maria Teresa não cativou a simpatia do povo ou da corte. Embora fosse uma pessoa afável, sua ascendência gerava a desconfiança de que estaria a serviço do chanceler austríaco Metternich num plano para dominar as Duas Sicílias.
O casal teve doze filhos:
- Luís, Conde de Trani (1838-1886), casado com Matilde Luísa da Baviera.
- Alberto, Conde de Castrogiovanni (1839-1844), morto na infância.
- Afonso, Conde de Caserta (1841-1934), casado com Maria Antonieta de Bourbon-Duas Sicílias;
- Maria Anunciata (1843-1871), casada com o arquiduque Carlos Luís da Áustria.
- Maria Imaculada (1844-1899), casada com o arquiduque Carlos Salvador de Áustria-Toscana.
- Caetano, Conde de Girgenti (1846-1871), casado com Isabel de Espanha, Princesa das Astúrias.
- José, Conde de Lucera (1848-1851), morto na infância.
- Maria Pia (1849-1882), casada com o duque Roberto I de Parma.
- Vicente, Conde de Melazzo (1851-1854), morto na infância.
- Pascoal, Conde de Bari (1852-1904), casado morganaticamente com Blanche Marconnay.
- Maria Luísa (1855-1874), casada com o príncipe Henrique de Bourbon-Parma.
- Januário, Conde de Caltagirone (1857-1867), morto na infância.

### Rainha das Duas Sicílias

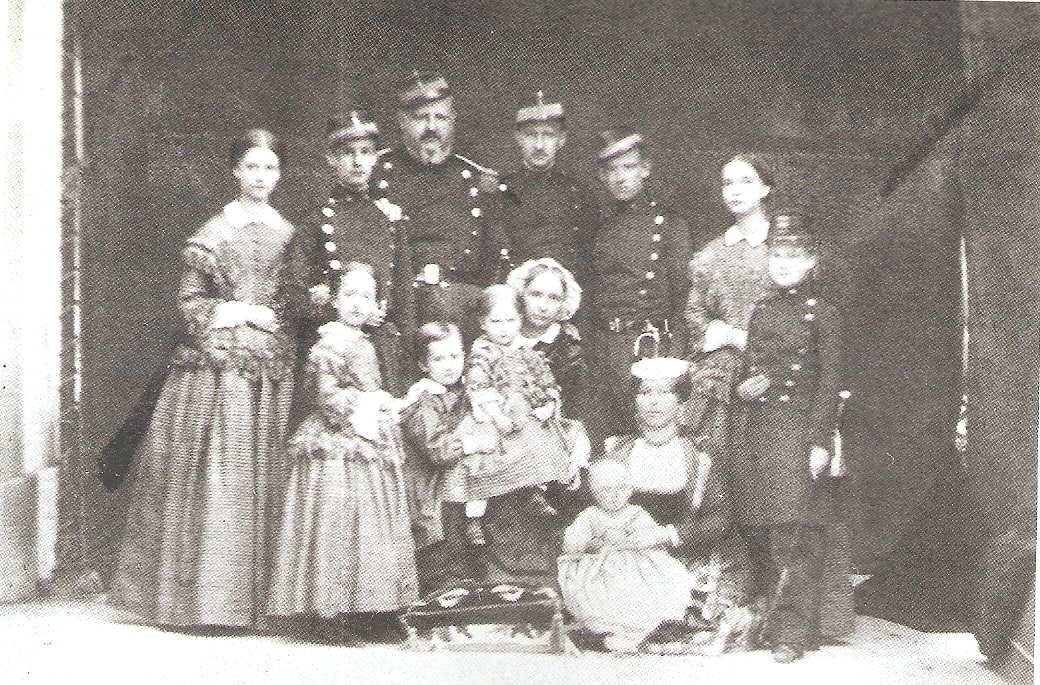
A família de Fernando II e Maria Teresa.

Maria Teresa foi descrita como alguém que não correspondia à imagem de um membro da realeza: vestia-se mal, detestava suas funções públicas, os protocolos e a vida na corte, passando a maior parte do tempo em seus aposentos privados, cuidando dos filhos ou dedicando-se à costura.
Tinha um bom relacionamento com o marido e com o enteado (a quem chamava de filho). Também interessava-se por política, chegando a atuar como conselheira do rei, influenciando-o a agir com maior rigor contra seus opositores. Quando não podia participar das reuniões de estado, costumava ouvir os debates por detrás das portas.

### Viuvez

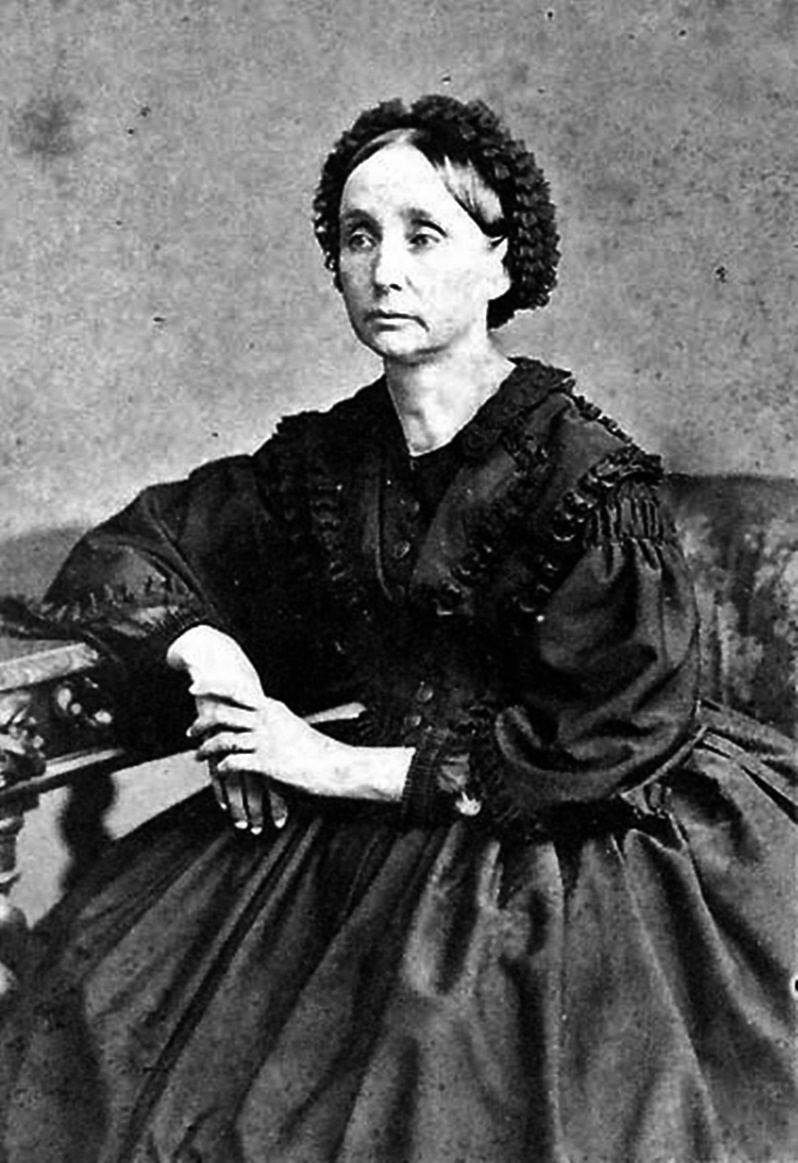
Maria Teresa em cerca de 1860.

Quando Maria Sofia da Baviera chegou a Nápoles como esposa do futuro Francisco II, Fernando já se encontrava bastante doente. Maria Teresa passava todo o tempo à cabeceira do rei (que, mesmo acamado, insistia em continuar trabalhando), auxiliando-o durante o dia e vigiando seu sono durante a noite.
Com a morte de Fernando II e a ascensão de Francisco II, Maria Teresa fez questão de manter sua posição, agora como conselheira pessoal do enteado. A rainha-viúva, favorável à criação de um estado rigoroso e autoritário, exercia uma grande influência sobre Francisco II, completamente submisso à madrasta.  Muitos historiadores consideram que Maria Teresa foi co-responsável pelo descontentamento do povo, que viria a receber Garibaldi como um libertador.
A indomável, determinada e inteligente Maria Sofia (irmã da imperatriz Sissi), entretanto, tinha uma personalidade oposta à de seu marido e não se submetia às ordens da sogra. Francisco logo se tornou o alvo da disputa das duas rainhas, dando ouvidos aos conselhos antagônicos de ambas, mas sendo incapaz de optar entre a esposa e a madrasta. Maria Sofia tinha ideias liberais e era favorável à promulgação de uma Constituição, muito diferente das inclinações absolutistas de Maria Teresa. Além das divergências no campo político, a consorte de Francisco II acreditava ser a única a vislumbrar as verdadeiras intenções de sua sogra: depor o rei e colocar seu primogênito Luís no trono.
De fato, Maria Teresa, aliando-se a generais, cortesãos e clérigos, organizou uma conspiração contra seu enteado, que foi descoberta e debelada a tempo. Apesar de Maria Sofia apresentar, perante o marido e a sogra, as provas do envolvimento da rainha-viúva no complô mal sucedido, Francisco II não quis acusá-la. Maria Teresa, por sua vez, chorou aos pés do rei, jurando inocência perante os fatos.

### Exílio
Apesar da feroz oposição de Maria Teresa à promulgação de uma Constituição, o indeciso Francisco resolveu seguir os conselhos de sua esposa quando os distúrbios populares em Nápoles começaram a se tornar preocupantes. Entretanto, já era tarde demais para qualquer providência e o processo instalado não poderia mais ser revertido.
Maria Teresa e os filhos foram os primeiros a fugir de Nápoles, instalando-se em Gaeta. Logo a cidadela passou a receber cortesãos, assessores e ministros fiéis à rainha-viúva, que acabaram formando uma segunda côrte e continuaram a conspirar contra o rei. Quando o troar dos primeiros canhões chegou a Gaeta, Maria Teresa foi novamente a primeira a fugir, acompanhada por seus filhos menores.
Os fugitivos reais chegaram à Roma, onde o Papa Pio IX lhes disponibilizou o Palácio do Quirinal. Quando Gaeta capitulou, Francisco II e Maria Sofia se juntaram à Maria Teresa. Formaram-se, então, duas pequenas côrtes, vivendo paralelamente sob o mesmo teto.

### Morte
Em 1867, uma epidemia de cólera forçou a população, ou pelo menos aqueles que podiam, a deixar a capital. Maria Teresa levou então seus filhos do Palácio do Quirinal à comuna de Albano Laziale, atravessando as colinas Albanas. Apesar de seus esforços, seu último filho, Januário, contraiu a doença, morrendo quase imediatamente, aos dez anos de idade.
A rainha, também infectada, foi assistida ininterruptamente pelo enteado Francisco, enquanto seus filhos fugiam, com medo do contágio. Ela recusou-se, inicialmente, a receber os cuidados médicos do Dr. Manfrè, por ele ser liberal. Depois, à mercê de fortes dores, Maria Teresa aceitou o tratamento médico, mas seu quadro já havia se agravado demais e ela morreu em seguida, aos 51 anos de idade, em 8 de agosto de 1867..
Seu corpo foi sepultado na Cripta Real da Basílica de Santa Clara, em Nápoles.